# Kyllinga kilianii
Kyllinga kilianii är en halvgräsart som beskrevs av A. Muthama Muasya och David Alan Simpson. Kyllinga kilianii ingår i släktet Kyllinga och familjen halvgräs.
Artens utbredningsområde är Kenya. Inga underarter finns listade i Catalogue of Life.